# Miljenko Mumlek
Miljenko Mumlek (ur. 21 listopada 1972 w Varaždinie) – chorwacki piłkarz grający na pozycji środkowego pomocnika.

## Kariera klubowa
Miljenko Mumlek pochodzi z Varaždina i tam też zaczynał karierę w miejscowym klubie NK Varteks. Do pierwszego zespołu trafił już w 1991, ale na debiut w pierwszej lidze musiał poczekać jeszcze rok. W swoim debiutanckim sezonie Mumlek od razu stał się zawodnikiem pierwszego składu i rozegrał 26 meczów popisując się przy tym dobrą skutecznością zdobywając 6 bramek. Z czasem Mumlek stał się jednym z najlepszych piłkarzy Varteksu całego okresu lat 90. Przez 7 sezonów w drużynie z Varaždina rozegrał aż 185 meczów i strzelił 50 bramek. Najwyższe miejsce, do którego Mumlek doprowadził zespół Varteksu to trzecie w sezonie 1995/1996. Dwukrotnie z Mumlekiem w składzie Varteks grał w finale Pucharu Chorwacji (1996 i 1998). Niestety 2 razy przegrał, jednak dzięki temu, iż zdobywcy pucharu Croatia Zagrzeb zdobyli również mistrzostwo kraju, to drużyna Varteksu mogła w następnych sezonach grać w Pucharze Zdobywców Pucharów. Zwłaszcza drugi występ w sezonie 1998/1999 był dla piłkarzy NK bardzo udany. Mumlek poprowadził ich aż do ćwierćfinału. Zagrał we wszystkich 6 meczach i przede wszystkim rozegrał świetną partię w 2. rundzie z SC Heerenveen, kiedy w dwumeczu z Holendrami zdobył 3 gole. Varteks przegrał dopiero w ćwierćfinale z hiszpańskim klubem RCD Mallorca (1:3 w dwumeczu).
Latem 1999 Mumlek odszedł z Varteksu do stołecznej Croatii Zagrzeb. Z tym zespołem zagrał w Lidze Mistrzów w czterech meczach (po dwóch z Olympique Marsylia i Manchesterem United). Klub z Zagrzebia odpadł jednak z pucharów zajmując 4. miejsce w grupie ustępując o 1 punkt Sturmowi Graz, który zajął 3. miejsce. W lidze w barwach Dinama Mumlek zagrał tylko 9 razy i zdołał zdobyć 5 bramek, ale nie mimo to nie znalazł uznania w oczach trenerów tego klubu, całkowicie nie poznano się na jego talencie i w 2000 roku powrócił do Varteksu. W Varaždinie grał do 2003 roku i w tym czasie Varteks zajął raz 3. miejsce (2003), i raz 4. miejsce (2002) w lidze. Także po raz trzeci w karierze Mumlek mógł poczuć się przegranym w finale Pucharu Chorwacji w 2002 roku (trzeci raz z Dinamem Zagrzeb). W 2003 roku Mumlek zdecydował się wyjechać za granicę. Trafił do belgijskiego Standard Liège. W Standardzie dla Mumleka udany był tylko pierwszy sezon, w którym to 24 razy zagrał w lidze belgijskiej i zdobył 2 gole, a Standard zajął miejsce 3. miejsce w lidze. W kolejnym sezonie 2004/2005 Mumlek stracił miejsce w składzie i grał sporadycznie (ledwie dziewięciokrotnie), a Standard znów zajął 3. miejsce. Od lata 2005 Mumlek znów gra w ojczyźnie, w zespole NK Slaven Belupo z Koprivnicy, któremu w sezonie 2005/2006 pomógł utrzymać się w pierwszej lidze.
| Sezon   | Klub             | Kraj      | Rozgrywki                | Mecze | Bramki |
| ------- | ---------------- | --------- | ------------------------ | ----- | ------ |
| 1992/93 | NK Varteks       | Chorwacja | Prva HNL                 | 26    | 6      |
| 1993/94 | NK Varteks       | Chorwacja | Prva HNL                 | 28    | 6      |
| 1994/95 | NK Varteks       | Chorwacja | Prva HNL                 | 26    | 4      |
| 1995/96 | NK Varteks       | Chorwacja | Prva HNL                 | 26    | 4      |
| 1996/97 | NK Varteks       | Chorwacja | Prva HNL                 | 29    | 12     |
| 1997/98 | NK Varteks       | Chorwacja | Prva HNL                 | 25    | 5      |
| 1998/99 | NK Varteks       | Chorwacja | Prva HNL                 | 25    | 13     |
| 1999/00 | NK Varteks       | Chorwacja | Prva HNL                 | 3     | 0      |
| 1999/00 | Dinamo Zagrzeb   | Chorwacja | Prva HNL                 | 9     | 5      |
| 2000/01 | NK Varteks       | Chorwacja | Prva HNL                 | 0     | 0      |
| 2001/02 | NK Varteks       | Chorwacja | Prva HNL                 | 24    | 5      |
| 2002/03 | NK Varteks       | Chorwacja | Prva HNL                 | 23    | 5      |
| 2003/04 | NK Varteks       | Chorwacja | Prva HNL                 | 4     | 1      |
| 2003/04 | Standard Liège   | Belgia    | Eerste Klasse            | 24    | 2      |
| 2004/05 | Standard Liège   | Belgia    | Eerste Klasse            | 9     | 0      |
| 2005/06 | NK Slaven Belupo | Chorwacja | Prva HNL                 | 18    | 5      |
| 2006/07 | NK Slaven Belupo | Chorwacja | Prva HNL                 |       |        |
|         |                  |           | Łącznie w Prva HNL       | 266   | 71     |
|         |                  |           | Łącznie w Jupiler League | 35    | 2      |

## Kariera reprezentacyjna
W reprezentacji Chorwacji Mumlek zadebiutował 20 kwietnia 1994 roku w przegranym 1:4 meczu z reprezentacją Słowacji. Swoją pierwszą bramkę w kadrze zdobył w tym samym roku, 17 sierpnia w wygranym 4:0 meczu z Izraelem. Swój trzeci mecz w karierze Mumlek rozegrał podczas Kirin Cup w 1997 i potem wypadł z kadry na blisko 4 lata. Do kadry powrócił w 2001 roku. 11 października zagrał w przegranym 0:2 towarzyskim meczu z Koreą Południową. Ostatni jak dotąd mecz w kadrze Mumlek rozegrał 12 lutego 2003 roku w zremisowanym 0:0 meczu z Polską. Łącznie w kadrze chorwackiej Mumlek wystąpił w 8 meczach, zdobywając 1 bramkę. Zagrał także 1 mecz w kadrze B reprezentacji Chorwacji – 19 stycznia 1999 z Francją B.

## Liga chorwacka
Mumlek jest siódmym w historii (stan na koniec sezonu 2005/2006) strzelcem w pierwszej lidze chorwackiej. Zdobył 71 bramek.